# 川勝広恒
川勝 広恒（かわかつ ひろつね）は、江戸時代前期の旗本。後に甲府藩士。広恒流川勝家の初代当主。

## 生涯
川勝重氏の二男として江戸に生まれた。正保4年（1647年）12月25日、召されて将軍徳川家光に仕え、小十人に列した。後に、蔵米を給わり、旗本家を興した。家紋は五七桐、釘抜。通し字は「広」。
慶安元年（1648年）6月14日、新番に転じ、150俵を加えられた。慶安4年（1651年）9月29日、徳川綱重（甲斐国甲府藩主）に配属されて甲府藩臣となり、同藩目付役となった。加増あって550俵の禄高となり、甲府城番を務めた。
延宝6年（1678年）7月2日に没した。年齢不詳。家督は嫡男の広能が継いだ。広能が甲府藩主徳川家宣の将軍就任に伴い幕臣となり、広恒流川勝家は旗本家として継続した。